# Diekman Stadion
O Diekman Stadion foi um estádio de multiuso localizado em Enschede, Holanda. Ele foi usado na maioria das vezes para partidas de futebol e tinha a capacidade para abrigar 13.500 espectadores. O FC Twente mandava os seus jogos aqui. O estádio foi aberto ao público em 8 de Agosto de 1956  e foi fechado em 1998 após a inauguração do Arke Stadion (Grolsch Veste), que virou a casa do FC Twente.